# Fly Jamaica Airways
Fly Jamaica Airways fue una aerolínea jamaiquina ubicada en la ciudad de Kingston, Jamaica. La sede central se encontraba en el Aeropuerto Internacional Norman Manley en la ciudad de Kingston, Jamaica. La aerolinia ofrecio principalmente vuelos a Norte America. El 31 de Marzo de 2019 Fly Jamaica Airways suspendio sus actividades.
Fly Jamaica Airways fue formada por el presidente ejecutivo, Paul Ronald Reece, de Guyana, la señora Roxanne Reece y tres accionistas de Jamaica, incluyendo el capitán Lloyd Tai y la señora Christine Steele y la señora Shaun Lawson-Laing. El capitán Reece es también propietario de Wings Aviation Ltd, con sede en Guyana, que posee y opera aviones Cessna en el interior de Guyana.
Fly Jamaica Airways fue certificada por la Autoridad de Aviación Civil de Jamaica (JCAA) en septiembre de 2012, y fue autorizada a operar en Estados Unidos por las autoridades estadounidenses en diciembre. [2] Su vuelo inaugural de Kingston al aeropuerto internacional de John F. Kennedy de Nueva York en los Estados Unidos, fue hecho el 14 de febrero de 2013.
A partir de enero de 2017, Fly Jamaica Airways opera un solo Boeing 757-200, equipado con 12 asientos de la clase de negocio y 184 asientos de la clase de economía. También tiene un Boeing 767-300ER, que tiene 12 asientos de la clase de negocio y 234 asientos de la clase de la economía; Sin embargo, la aeronave no está en servicio.
- Datos: Q5463174
- Multimedia: Fly Jamaica Airways / Q5463174